# Каглянка

Каглянка у вигляді дискового затвора

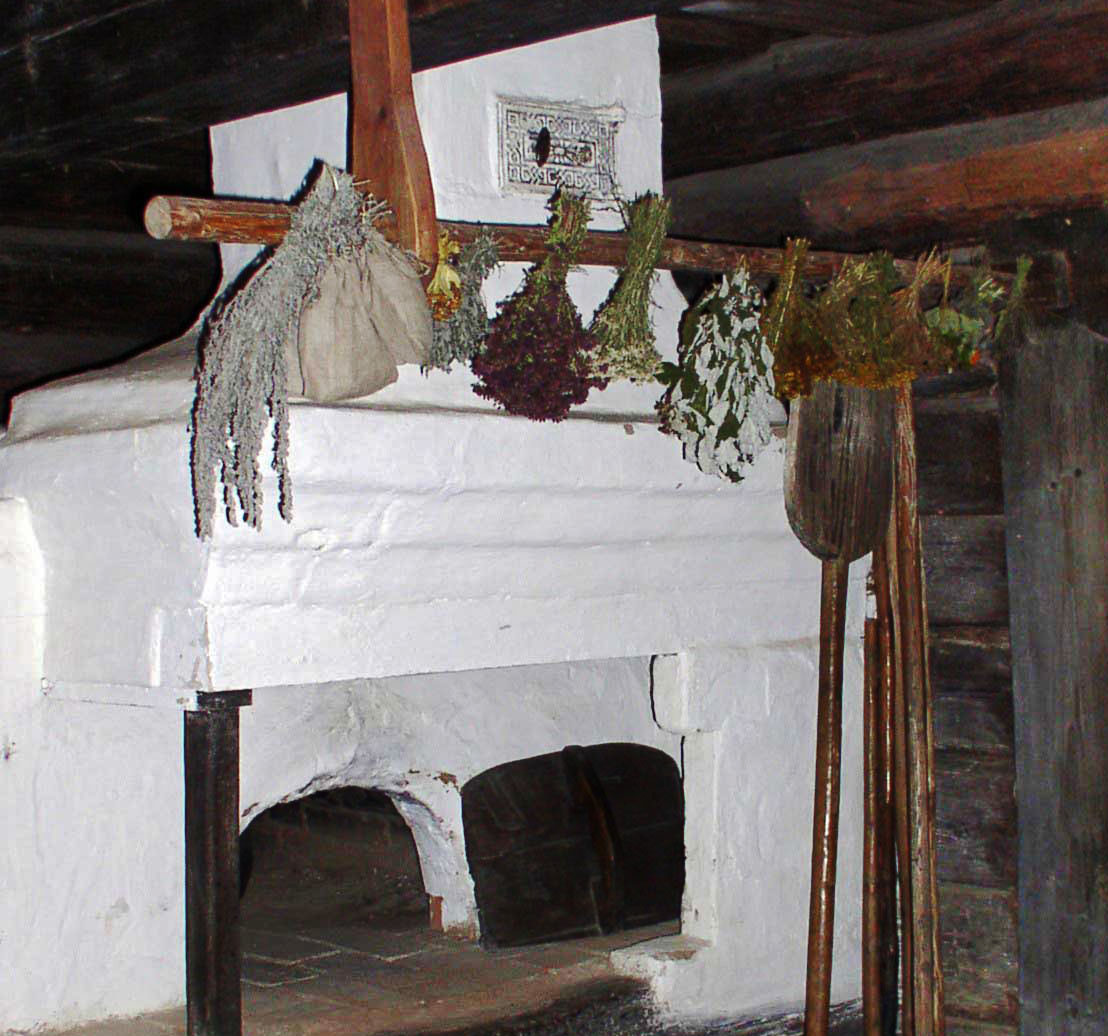
Кагляні дверцята на комині руської печі

Кагля́нка (від сер.-в.-нім. kacheloven — «кахляна піч»), в'юшка (від рос. вьюшка < вить; первісно для затуляння використовували звиту ганчірку), рідко за́слі́нка, розм. за́тулка — засувка в димарі для збереження тепла. Може влаштовуватися по-різному: чи у вигляді дискового затвора з ручним приводом, чи у вигляді горизонтальної чавунної заслінки, що поміщається в спеціальному отворі (який називається ќагла́), зачинюваному з боку хати кагляними дверцятами. Колись каглянками слугували жмути дрантя.
Перекривати димар каглянкою можна тільки після того, як вугілля в печі повністю прогорить (зникнуть блакитні вогники). Доти затуляти каглянку не слід — неминуче утворення небезпечного чадного газу.